# ذا كينغ أوف فايتر 14
ذا كينغ أوف فايتر 14 (بالإنجليزية: The King of Fighters XIV)‏ (باليابانية: ザ・キング・オブ・ファイターズ XIV)، هي لعبة فيديو إلكترونية يابانية من نوع لعبة القتال، وهي من نشر شركات إس إن كاي اليابانية باليابان، وأتلس الأمريكية بالولايات المتحدة، وديب سيلفر الألمانية في أوروبا سنة 2016م، وتعمل لنظام بلاي ستيشن 4، وهي الجزء الرابع عشر من سلسلة ذا كينغ أوف فايتر.

## أُنظر أيضاً
- آش كريمسون
- كيو كوساناغي
- إيوري ياغامي